# Prix Dickson en médecine
Le Prix Dickson en médecine est l'un des 2 Prix Dickson créé en 1969 par Joseph Z. Dickson and Agnes Fischer Dickson.
Il décerné chaque année par l'Université de Pittsburgh et reconnaît les citoyens américains ayant «apporté une contribution significative et progressive» à la médecine. Le prix comprend une récompense de 50 000 $, une médaille de bronze et une leçon. L'obtention du prix Dickson en médecine est étroitement liée à l'obtention du Prix Albert-Lasker et du prix Nobel de médecine.

## Lauréats
- 1971 : Earl W. Sutherland Jr.
- 1972 : Solomon A. Berson et Rosalyn S. Yalow
- 1973 : John H. Gibbon Jr.
- 1974 : Stephen W. Kuffler
- 1975 : Elizabeth F. Neufeld
- 1976 : Frank J. Dixon
- 1977 : Roger Guillemin
- 1978 : Paul Greengard
- 1979 : Bert W. O'Malley
- 1980 : David H. Hubel et Torsten N. Wiesel
- 1981 : Philip Leder
- 1982 : Francis H. Ruddle
- 1983 : Eric R. Kandel
- 1984 : Solomon Snyder
- 1985 : Robert C. Gallo
- 1986 : J. Michael Bishop
- 1987 : Elvin A. Kabat
- 1988 : Leroy E. Hood
- 1989 : Bernard Moss
- 1990 : Ernst Knobil
- 1991 : Phillip A. Sharp
- 1992 : Francis Sellers Collins
- 1993 : Stanley B. Prusiner
- 1994 : Bert Vogelstein
- 1995 : Ronald M. Evans
- 1996 : Philippa Marrack
- 1997 : Ed Harlow et Eric Lander
- 1998 : Richard D. Klausner
- 1999 : James E. Darnell Jr.
- 2000 : Elizabeth H. Blackburn
- 2001 : Robert G. Roeder [2]
- 2002 : C. David Allis [3]
- 2003 : Susan Lindquist
- 2004 : Elaine Fuchs
- 2005 : Ronald W. Davis [4]
- 2006 : Roger D. Kornberg [5]
- 2007 : Carol W. Greider [6]
- 2008 : Randy W. Schekman [7]
- 2009 : Victor Ambros [8]
- 2010 : Stephen J. Elledge
- 2011 : J. Craig Venter
- 2012 : Brian J. Druker
- 2013 : Huda Y. Zoghbi [9]
- 2014 : Jeffrey I. Gordon[10]
- 2015 : Karl Deisseroth [11]
- 2016 : Jennifer Doudna
- 2017 : David M. Sabatini